# Macromia euphrosyne
Macromia euphrosyne är en trollsländeart som beskrevs av Maurits Anne Lieftinck 1952. Macromia euphrosyne ingår i släktet Macromia och familjen skimmertrollsländor. Inga underarter finns listade i Catalogue of Life.